# Kings Mountain (North Carolina)
|  | Dieser Artikel wurde aufgrund von inhaltlichen Mängeln auf der Qualitätssicherungsseite des Projektes USA eingetragen. Hilf mit, die Qualität dieses Artikels auf ein akzeptables Niveau zu bringen, und beteilige dich an der Diskussion! Eine nähere Beschreibung der zu behebenden Mängel fehlt. |

Kings Mountain ist eine City im US-Bundesstaat North Carolina. Das U.S. Census Bureau ermittelte bei der Volkszählung 2020 eine Einwohnerzahl von 11.142.

## Wirtschaft
Lange Jahre wurde das in der Stadt vorkommende Pegmatitvorkommen zur Gewinnung von Lithium abgebaut. Die Bergwerke wurden aber in den 1990er Jahren geschlossen.

## Persönlichkeiten
- Dremiel Byers (* 1974), Ringer
- Tim Moore (* 1970), Politiker
- Madisyn Shipman (* 2002), Schauspielerin und Sängerin